# Franco Coppola
Franco Coppola (Maglie, 31 de março de 1957) é um clérigo italiano, arcebispo católico romano e diplomata da Santa Sé.

## Biografia
Franco Coppola foi ordenado sacerdote em 12 de setembro de 1981. Frequentou a Pontifícia Academia Eclesiástica enquanto, ao mesmo tempo, estudava para um doutorado em direito canônico em uma universidade pontifícia.
Ingressou no serviço diplomático da Santa Sé em 1º de julho de 1993, atuou nas representações pontifícias no Líbano, Colômbia, Polônia e na Seção para as Relações com os Estados da Secretaria de Estado. Ele serviu com o posto de Conselheiro na Nunciatura em Burundi.
Papa Bento XVI nomeou-o em 16 de julho de 2009 como Arcebispo titular pro hac vice de Vinda e Núncio Apostólico no Burundi. O Papa o consagrou pessoalmente como bispo em 12 de setembro do mesmo ano; os co-consagradores foram Tarcisio Pietro Evasio Cardeal Bertone SDB, Secretário de Estado e Camerlengo, e William Joseph Cardeal Levada, Prefeito da Congregação para a Doutrina da Fé, Presidente da Comissão Teológica Internacional e da Pontifícia Comissão Bíblica.
O Papa Francisco o nomeou Núncio Apostólico na República Centro-Africana em 31 de janeiro de 2014 e também Núncio Apostólico no Chade em 2 de abril de 2014. Em 9 de julho de 2016, o Papa Francisco o nomeou Núncio Apostólico no México. Em dezembro de 2017, ele reiterou com veemência as críticas de Francisco aos bispos mexicanos, dizendo que "A Igreja aqui no México tem ficado para trás e continua a dar respostas válidas durante o último século, sem perceber que o tempo passou".
Falando em 2021, na abertura da reunião bianual da conferência dos bispos mexicanos, ele pediu aos bispos do país que "olhassem a realidade de frente" à medida que a população não católica do país aumentava e os números de não religiosos aumentavam.
Francisco o nomeou Núncio Apostólico na Bélgica em 15 de novembro de 2021 e Núncio Apostólico em Luxemburgo em 14 de dezembro do mesmo ano.

No voo de volta a Roma após a viagem do Papa Francisco à Bélgica em 2024, o pontífice disse "'o aborto é assassinato'" e que "'a ciência diz que apenas um mês após a concepção, todos os órgãos estão presentes'". Ele comparou os médicos a assassinos. Contemporaneamente, a Bélgica estava considerando expandir o acesso ao aborto das primeiras 12 para 18 semanas. Em resposta, o primeiro-ministro Alexander De Croo disse que convocaria o arcebispo Coppola para protestar contra as declarações do papa como uma interferência "inaceitável" nos assuntos internos de seu país.